# Dome Roots Collection
Dome Roots Collection is een verzamelalbum van Under the Dome. Het bevatte opnamen uit hun archief; die eerder te verkrijgen waren, doch op niet officiële uitgaven. Ze werkten toen samen met andere liefhebbers van de elektronische muziek uit de Berlijnse School. Het album is niet meer te verkrijgen, anders dan via download (2010).

## Musici
- Colin Anderson, Grant Middleton – synthesizers, sequencers

## Tracklist
Track 3 tot en met 7 verschenen op The Earth, dat niet meer verkrijgbaar is.

| Nr. | Titel                                                                          | Duur  |
| --- | ------------------------------------------------------------------------------ | ----- |
| 1.  | Unit 2 (opname 1985 met Claren Rooney; alleen verschenen op muziekcassette)    | 12:40 |
| 2.  | Flüssiger Vier-Takter (Radioscope mix)                                         | 8:27  |
| 3.  | Driftwood                                                                      | 6:07  |
| 4.  | All in a Mouse’s Flight                                                        | 5:51  |
| 5.  | Metropolis                                                                     | 7:29  |
| 6.  | Strange Attractor                                                              | 4:42  |
| 7.  | The Messenger                                                                  | 4:44  |
| 8.  | Half a Lifetime (opname 1985 met David McGibson;alleen verschenen op cassette) | 23:14 |